# Tallboy
Tallboy var en stor djuppenetrerande bomb som användes av det brittiska flygvapnet i slutet av andra världskriget.

## Design
Tallboy utvecklades av Barnes Wallis för att åstadkomma en ”jordbävningseffekt” genom att tränga djupt ner i marken innan den exploderade. Bomben blev betydligt mindre än den ursprungliga designen på tio ton eftersom inget flygplan kunde ta så stor last.
För att kunna tränga djupt ner i marken hade bomben ett tjockt skal av härdat stål som göts i ett stycke i en sandform. Den hade också en mer aerodynamisk form än samtida flygbomber för att uppnå hög hastighet i fritt fall. Det visade sig att dock att luftmotståndet blev för högt när bomben närmade sig ljudhastigheten vilket gjorde att bomben började tumla. Det löstes genom att fenorna snedställdes en aning så att bomben började rotera i flykten. Den gyroskopiska effekten gjorde att bomben föll rakt även när den passerade ljudvallen.
Tallboy-bomber var dyra att tillverka eftersom deras ovanliga konstruktion ställde höga krav på precision och det mesta arbetet gjordes för hand.

## Användning
Tallboy-bomben kunde bara bäras av specialbyggda Avro Lancaster-flygplan från 617:e skvadronen (Dambusters). Tallboy användes första gången i juni 1944 under kampanjen Operation Crossbow för att slå ut underjordiska fabriker och avfyringsplatser för V-1 och V-2 robotar. Även en av V-3 kanonerna i Mimoyecques slogs ut.

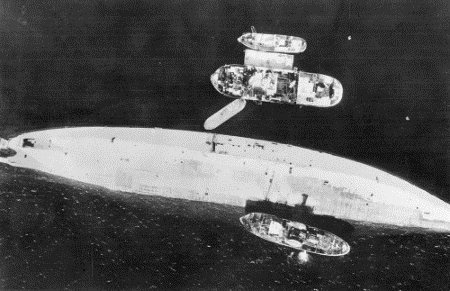
Det tyska slagskeppet Tirpitz sänktes av Tallboy-bomber 12 november 1944.

Den mest berömda insatsen är nog sänkning av slagskeppet Tirpitz utanför Tromsø. Tre anfall med Tallboy-bomber sattes in mot Tirpitz; Vid det första, Operation Paravane 15 september 1944, träffades slagskeppet i fören av en Tallboy som orsakade svåra skador. Bland annat skadade chockvågen samtliga motorer och gjorde det omöjligt för Tirpitz att gå till sjöss igen. Britterna kände dock inte till skadornas omfattning och satte därför in ytterligare två anfall; Operation Obviate 29 oktober 1944 kunde inte fullföljas på grund av dålig sikt, men under Operation Catechism 12 november 1944 träffades hon av två Tallboy-bomber. Ytterligare fyra bomber missade och föll i vattnet tätt intill fartyget. Det var tryckvågen från dessa bomber som fick Tirpitz att kantra.